# Salgareda
Salgareda település Olaszországban, Veneto régióban, Treviso megyében. Lakosainak száma 6545 fő (2023. január 1.). Salgareda Cessalto, Noventa di Piave, San Biagio di Callalta, San Donà di Piave, Ponte di Piave, Zenson di Piave és Chiarano községekkel határos.

## Népesség
A település népességének változása:
| Lakosok száma | 6674 | 6681 | 6545 |
|               | 2017 | 2018 | 2023 |